# Geluksburg
Geluksburg is een klein dorp in de regio KwaZoeloe-Natal in Zuid-Afrika. Het dorp ligt tussen Oliviershoek en de Van Reenen bergpas.